# Aporrectodea rosea
Lombric rose
Espèce
Aporrectodea rosea, le Lombric rose, est une espèce de vers de terre de la famille des Lumbricidae appartenant au groupe des endogés, c'est-à-dire les premiers centimètres du sol. Présente dans une grande variété de sols peu organiques, elle est répartie sur la quasi-totalité de la planète.

## Description
Le Lombric rose est un ver de terre de 4 à 7 cm de long pour 2 à 3,5 cm de diamètre qui pèse de 1,5 à 3 g. Il est coloré de rose et présente un anneau de fécondation, le clitellum, arborant un rose-orangé particulièrement marqué.

## Écologie
Aporrectodea rosea est une espèce endogée présente dans les trente premiers centimètres des sols forestiers de feuillus et de conifères ainsi que dans les terres arables et les sols prairiaux. Elle tolère les pH acides et apprécie les sols humides et peu organiques dont le taux est inférieur ou égal à 4 %,.

## Biologie
Le Lombric rose est géophage et creuse des galeries presque horizontales. Il présente un mode de reproduction parthénogénétique.

## Distribution
Le Lombric rose est une espèce nomade originaire de l'écozone paléarctique actuellement distribuée en Europe, en Asie, en Amériques du Nord et du Sud, en Afrique et en Australie.

## Systématique
L'espèce Aporrectodea rosea a été décrite pour la première fois en 1826 par le zoologiste français Jules-César Savigny (1777-1851) sous le protonyme Enterion roseum, dans une publication rédigée par Georges Cuvier (1769–1832),.

### Synonymie
Aporrectodea rosea a pour synonymes :
- Allolobophora alpestris Bretscher, 1899
- Allolobophora dairenensis Kobayashi, 1940
- Allolobophora danieli rosai Ribaucourt, 1896
- Allolobophora harbinensis Kobayashi, 1940
- Allolobophora hataii Kobayashi, 1940
- Allolobophora jeholensis Kobayashi, 1940
- Allolobophora mediterranea Örley, 1881
- Allolobophora mucosa Eisen, 1874
- Allolobophora prashadi (Stephenson, 1922)
- Allolobophora rosea (Savigny in Cuvier, 1826)
- Aporrectodea bowcrowensis Reynolds & Clapperton, 1996
- Aporrectodea jenensis Füller, 1953
- Aporrectodea mediterranea (Örley, 1881)
- Bimastus indicus (Michaelsen, 1907)
- Dendrobaena diomedaea (Cognetti de Martiis, 1906)
- Eisenia jenensis Füller, 1953
- Eisenia moderata Čekanovskaja, 1959
- Eisenia nobilii Cognetti, 1903
- Eisenia rosea (Savigny in Cuvier, 1826)
- Eiseniona diomedaea (Cognetti de Martiis, 1906)
- Enterion roseum Savigny in Cuvier 1826
- Eophila kulagini Malevics, 1949
- Helodrilus (Allolobophora) prashadi Stephenson, 1922
- Helodrilus (Dendrobaena) diomedaeus Cognetti de Martiis, 1906
- Helodrilus indicus Michaelsen, 1907
- Helodrilus prashadi Stephenson, 1922
- Helodrilus roseus (Savigny, 1826)
- Lumbricus aquatilis Vejdovský, 1876
- Lumbricus communis carneus Hoffmeister, 1845
- Lumbricus roseus (Savigny, 1826)
- Nicodrilus roseus (Savigny, 1826)